# Арнольд, Фердинанд
Фердинанд Христиан Густав Арнольд (24 февраля 1828, Ансбах — 8 августа 1901, Мюнхен) — немецкий ботаник, лихенолог.

## Биография
С юности проявлял большой интерес к ботанике и занимался коллекционированием в районе Мюнхена. Изучал право в университетах Мюнхена и Гейдельберга. В 1857—1877 годах работал юристом в Айхштетте, с 1877 по 1896 год — в Мюнхене, был судьёй, при этом посвящая всё своё свободное время естественнонаучным исследованиям.
Ученик Карла Фридриха Филиппа фон Марциуса.

## Научная деятельность
Сначала занимался сосудистыми растениями и мохообразными, но, главным образом, лишайниками. В своей работе «Lichenologische Ausflüge in Tirol» описал лишайники Тироля. До сегодняшнего дня она считается важным вкладом в области изучения лишайников в Альпах.
Автор около 140 научных работ.
Собрал собственную коллекцию из около 150 000 экземпляров лишайников и около 30 000 растений. Сейчас коллекция хранится в Botanische Staatssammlung в Мюнхене.
В 1991 году начал публиковаться журнал «Arnoldia», посвящённый описанию этого гербария. Название журналу присвоено в честь Ф. Арнольда.
Почётный доктор Мюнхенского университета с 1878 года. Был одним из основателей Баварского ботанического общества. В 1883 году стал членом Леопольдина.
Похоронен на Старом южном кладбище Мюнхена.

## Избранные публикации
- Lichenologische Ausflüge in Tirol. IV. Der Schlern. Verhandlungen der Zoologisch-Botanischen Gesellschaft zu Wien 19: 605—610. (1869).
- Lichenologische Fragmente. X. Flora 53: 465—469.(1870).
- Lichenologische Fragmente. XI. Flora 54: 49-50. (1871).
- Lichenologische Ausflüge in Tirol. XV. Gurgl. Verhandlungen der Zoologisch-Botanischen Gesellschaft zu Wien 26: 353—371. (1876).
- Lichenologische Ausflüge in Tirol: XX. Predazzo. Verhandlungen der Zoologisch-Botanischen Gesellschaft zu Wien 29: 351—356.(1879).
- Lichenologische Ausflüge in Tirol. XXI. Berichtigungen und Nachträge. B. Verzeichnis der Tiroler Lichenen. * Verhandlungen der Zoologisch-Botanischen Gesellschaft zu Wien 30: 95-117. (1880).
- Lichenes Britannici exsiccati, herausgegeben von Leighton. Flora 44: 435—661. (1881).
- Lichenologische Fragmente. XXIV . Flora 64: 193—196. (1881).
- Die Lichenen des Fränkischen Jura . Flora 67: 403—416.(1884).
- Die Lichenen des Fränkischen Jura . Flora 68: 49-55. (1885).
- Die Lichenen des Fränkischen Jura. Flora 68: 143—158.(1885).
- Die Lichenen des Fränkischen Jura . Flora 68: 211—246. (1885).
- Lichenologische Ausflüge in Tirol. XXIII. Predazzo und Paneveggio. Verhandlungen der Zoologisch-Botanischen Gesellschaft zu Wien 37: 81-98.(1887).
- Lichenologische Ausflüge in Tirol. XXVII. Galtür. Verhandlungen der Zoologisch-Botanischen Gesellschaft zu Wien 46: 105—107. (1896).